# Jažići
Jažići (cyr. Јажићи) – wieś w Bośni i Hercegowinie, w Republice Serbskiej, w gminie Kalinovik. W 2013 roku liczyła 89 mieszkańców.